# اتینیل‌استرادیول
اتینیل‌استرادیول (به انگلیسی: Ethinylestradiol)
نام تجارتی: Estinyl
طبقه بندی فارماکولوژیک : استروژن
طبقه بندی درمانی: جایگزین استروژن، ضد نئوپلاسم
اشکال دارویی: قرص ۰٫۵ میلی گرمی و ۰٫۰۵ میلی گرمی

## موارد مصرف و طرز مصرف
۱-بزرگ شدن پستان پس از زایمان : ۰٫۵ تا ۱ میلی گرم به صورت خوراکی (PO) برای ۳ روز و بعد به تدریج دوز دارو کم می‌شود و بعد از یک هفته به ۰٫۱ میلی گرم رسیده و سپس قطع می‌شود. ۲-کانسر پستان بالغین : ۰٫۱۵ تا ۲ میلی گرم روزانه به صورت PO

## موارد منع مصرف
حاملگی، شیردهی، سرطانهای وابسته به استروژن، خونریزی واژینال غیرطبیعی، ترومبوفلبیت

## عوارض جانبی
سردرد، سرگیجه، ترومبوآمبولی، خیز، هیرسوتیسم، آکنه، آمنوره، دیسمنوره، کاهش لیبیدو، آتروفی بیضه، تهوع، اسهال، استفراغ.